# Hallowed Be Thy Name (Iron Maiden)
Hallowed Be Thy Name è un singolo del gruppo musicale britannico Iron Maiden, pubblicato il 4 ottobre 1993 come unico estratto dal terzo album dal vivo A Real Dead One.

## Descrizione
Si tratta di una versione dal vivo dell'omonimo brano scritto da Steve Harris per l'album The Number of the Beast del 1982. Il testo parla delle ultime ore vissute da un condannato a morte, immediatamente precedenti all'esecuzione. Inizialmente rassegnato di fronte alla morte, il protagonista si convince di non averne paura, in quanto la vita in fondo è solo un'illusione e potrebbe esserci qualcosa dopo.
Hallowed Be Thy Name è stata inserita in tutte le scalette dei vari tour degli Iron Maiden da The Beast on the Road, del 1982, fino al The Final Frontier World Tour del 2010/11. In seguito i Maiden intrapresero il tour Maiden England 2012 in Nord America, senza includere Hallowed Be Thy Name nella scaletta, rendendo di fatto il Maiden England 2012 il primo tour in cui il brano non è stato suonato.

## Promozione
La versione pubblicata come singolo include come b-side il brano The Trooper (originariamente inserito in Piece of Mind) e Wasted Years e Wrathchild che, pur provenendo dalle stesse sessioni di registrazione degli altri brani, non hanno trovato posto nei due album ufficiali e rappresentano quindi la principale attrazione di questo disco.

## Tracce
1. Hallowed Be Thy Name  (Mosca - Russia, 4 giugno 1993) (Harris) – 7:26
2. The Trooper  (Helsinki - Finlandia, 5 giugno 1992) (Harris) – 3:53
3. Wasted Years  (Bremen - Germania, 16 aprile 1993) (Smith) – 4:42
4. Wrathchild  (Helsinki - Finlandia, 5 giugno 1992) (Harris) – 2:57

## Formazione
- Bruce Dickinson – voce
- Adrian Smith – chitarra solista
- Dave Murray – chitarra solista
- Steve Harris – basso
- Clive Burr – batteria